# Doodzonde
Volgens de Catechismus van de Katholieke Kerk moeten drie voorwaarden tegelijk vervuld zijn om van een doodzonde te kunnen spreken: "Elke zonde die een zwaarwegende materie tot object heeft en die begaan wordt met volle kennis en weloverwogen toestemming, is een doodzonde." Daarbij gaat het om een ernstige overtreding van de tien geboden.
In de katholieke traditie wordt er onderscheid gemaakt tussen doodzonde en dagelijkse zonde. Zonde is de overtreding van een religieus voorschrift. Het begrip doodzonde wordt weleens verward met het begrip hoofdzonde maar heeft een andere betekenis: zeven zonden die ieder aan de basis liggen van vele andere zonden.
Bij het begaan van een doodzonde verliest de mens de heiligmakende genade, de gemeenschap met God, en kan derhalve niet de hemel binnengaan. Degenen die in staat van doodzonde sterven worden tot de hel veroordeeld. Daarnaast mag een persoon in staat van doodzonde niet de Heilige Communie ontvangen, en kan een priester bij een doodzonde die publiekelijk bekend is de betreffende persoon publiekelijk de Heilige Communie weigeren. Tevens verliest men na het begaan van een doodzonde ook de gemeenschap met de katholieke kerk in spiritueel opzicht. Sommige doodzonden kunnen eveneens automatisch een excommunicatie tot gevolg hebben, zoals een directe ontheiliging van de Heilige Eucharistie en abortus.
De doodzonde kan vergeven worden door het sacrament van de biecht en een oprecht volmaakt berouw. Het volmaakt berouw (berouw over de zonden enkel omwille van een pure liefde tot God) vergeeft de zonden in doodsgevaar ook buiten de biecht. De persoon die de genade van een volmaakt berouw krijgt, zal echter zonder uitzondering verlangen een oprechte biecht uit te spreken bij een priester of bisschop. Na de biecht zal de priester een penitentie opleggen.
Indien de doodzonde is gebiecht, men de absolutie heeft ontvangen, is men terug in de staat van genade en is het weer toegestaan de Heilige Communie te ontvangen. Maar indien men in staat van doodzonde toch ter Communie gaat of bewust een doodzonde verzwijgt tijdens het sacrament van de biecht begaat men heiligschennis. Hiermee wordt de doodzonde verdrievoudigd en volstaat een oprecht volmaakt berouw alléén niet meer om deze te vergeven in doodsgevaar. Hierdoor kan de heiligschennis uitsluitend nog in de biecht worden vergeven. Daarnaast is een biecht niet geldig als de opgelegde penitentie niet ten uitvoer wordt gebracht en kan de priester de absolutie weigeren indien de penitentie van een vorige biecht nog moet worden volbracht.
Enkele voorbeelden van zaken die door de Rooms-Katholieke Kerk traditioneel tot de doodzonden gerekend worden:
- Afleggen van de katholieke godsdienst
- Ketterij
- Godslastering, hieronder valt ook het misbruiken van Gods naam en het gebruiken van taal tegen de Kerk, heiligen en heilige zaken
- Spot of ontheiliging van de Heilige Eucharistie en heiligschennis
- Schaden, beledigen en lasteren tegenover geestelijken
- Verzuimen van de zondagsplicht (de plicht om zondags de Heilige Mis te bezoeken. Met uitzondering van een dispensatie m.b.t. het uitvoeren van een noodzakelijk beroep of omstandigheden)
- Verzuimen van het bezoeken van de Heilige Mis op een verplichte feestdag
- Verzuimen van vasten en onthouding op Aswoensdag en Goede Vrijdag (door middel van een dispensatie geldt hiervoor een uitzondering voor kleine kinderen, zieken en personen met een zeer hoge leeftijd)
- Moord, met uitzondering op het uitvoeren van oorlogshandelingen, het uitvoeren van een wettige doodstraf en zelfverdediging
- Woede die leidt tot het opzettelijke verlangen je naaste te doden of ernstig te verwonden
- Terrorisme
- Zelfmoord
- Abortus
- Euthanasie
- Opzettelijk letsel veroorzaken
- Onkuisheid
- Seksuele omgang buiten het huwelijk, zowel vóór het huwelijk als overspel
- Polygamie
- Onkuisheid binnen het huwelijk, waarin de intentie en gave van het verwekken van kinderen tijdens de huwelijkse daad moedwillig wordt verhinderd. Coitus interruptus valt hieronder.
- Alle vormen van kunstmatige anticonceptie (als aan de voorplantingsdoelen binnen het huwelijk is voldaan staat de kerk periodieke onthouding toe als algehele onthouding een te zware belasting is)
- Bewust veroorzaken van steriliteit
- Alle vormen van zelfbevrediging
- Het uitvoeren van homoseksuele handelingen
- Pedofilie
- Verkrachting
- Incest
- Bestialiteit
- Prostitutie
- Het aanschouwen en/of maken van pornografie
- Seksueel getinte gesprekken, grappen en opmerkingen
- Gedachten, wensen en fantasieën van ongeoorloofde seksuele aard. (Met uitzondering van bekoringen en spontaan opkomende gedachten, die direct afgewend dienen te worden)
- Echtscheiding
- Gebruik van (hard)drugs en drugs waarbij men de controle over zichzelf verliest
- Buitensporig alcoholgebruik en dronkenschap, waarbij men de controle over zichzelf verliest
- Je eigen leven in gevaar brengen
- Diefstal van een bedrag of goederen met een materiële waarde van boven de €50,-[bron?]
- Iemands loon achterhouden
- Valsspelen bij spellen en oneerlijke weddenschappen (indien grote schade bij de tegenpartij)
- Deelname aan occulte en heidense rituelen
- Gebruikmaken van tovenarij, magie, hekserij en vervloekingen
- Satanisme en duivelsaanbidding
- Lidmaatschap van de vrijmetselarij of een ander omstreden geheim genootschap
- Lidmaatschap van een communistische, socialistische of marxistische politieke partij of beweging
- Liegen indien het 'ernstige schade toebrengt aan de deugden van rechtvaardigheid en naastenliefde'
- Iemands fouten bekendmaken aan iemand die er nog niet op de hoogte van was
- Laster en iemand vals beschuldigen met betrekking tot een ernstig vergrijp
- Iemand opzettelijk een ernstige zonde laten begaan
- Het aanmoedigen van iemands ondeugden of ernstige zonden

Sinds de vernieuwingen van het Tweede Vaticaans Concilie (1962-1965) zijn enkele doodzonden min of meer versoepeld. Echter binnen het traditionalisme handhaaft men nog strikt de onveranderlijke richtlijnen over de doodzonden.

## Figuurlijk
De term wordt ook figuurlijk gebruikt als een ernstige fout, met name als deze een baan of beroeps- en/of sport-/spelcarrière beëindigt.